# Антонівка (Брянський район)
Антонівка (рос. Антоновка) — присілок в Брянському районі Брянської області Російської Федерації.
Населення становить 1424 особи. Входить до складу муніципального утворення Супоневське сільське поселення.

## Історія
Від 2005 року входить до складу муніципального утворення Супоневське сільське поселення.

## Населення
| 2010 | 2012  | 2013  |
| ---- | ----- | ----- |
| 1329 | ↗1378 | ↗1424 |